# Темний туризм

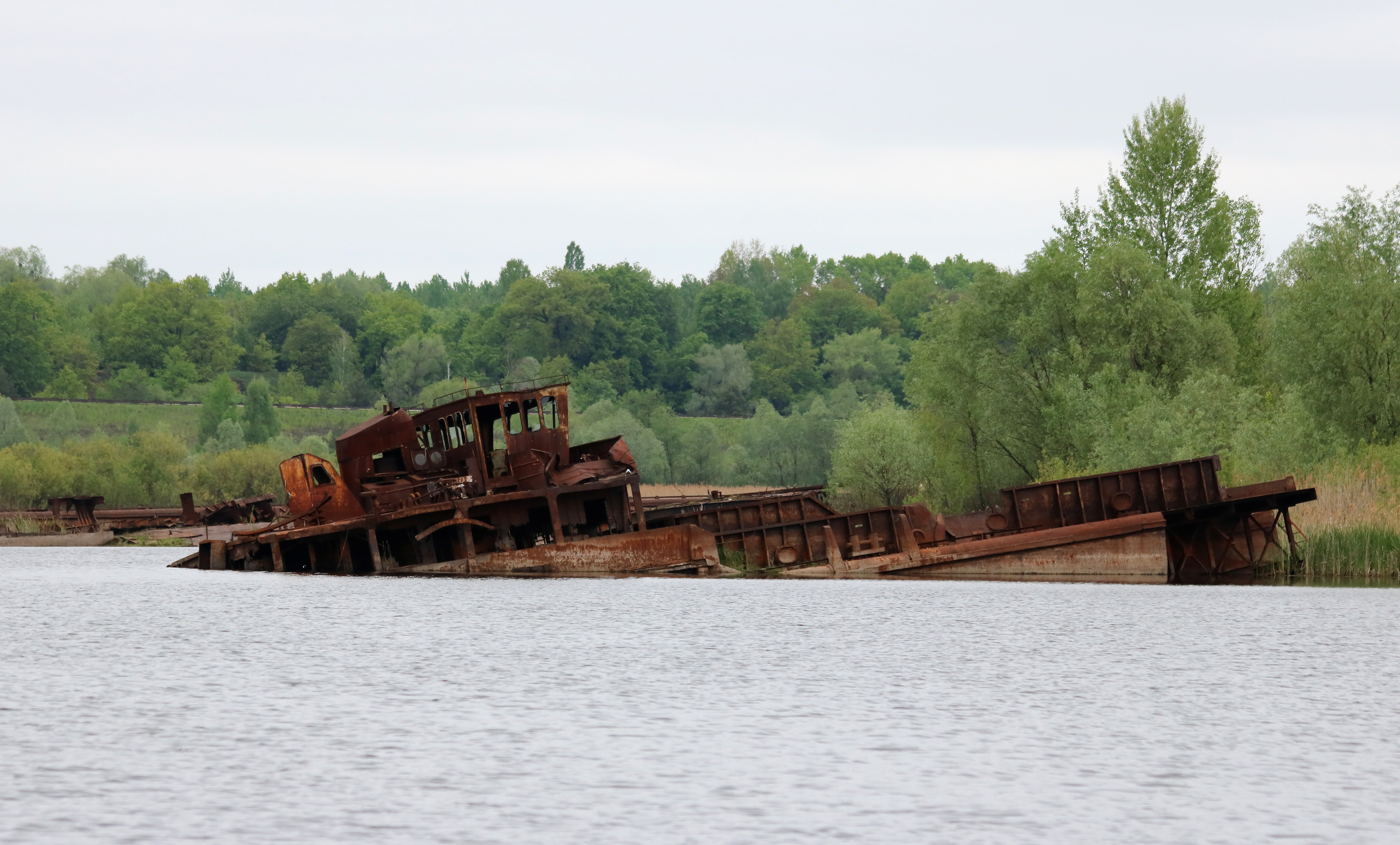
Покинутий корабель у Чорнобилі, одному з найвідоміших у світі напрямків темного туризму

Темний туризм (також танатотуризм, чорний туризм або туризм скорботи) — це вид туризму, що включає подорожі до місць, історично пов'язаних зі смертю та трагедією. Термін «темний туризм» вперше ввели професори Малкольм Фоулі та Джон Леннон з Університету Каледонії в Глазго у 1996 році.
Мотивація туристів до відвідування таких місць може бути різною: від історичної та освітньої цікавості до меморіалізації, співчуття або простого бажання побачити щось незвичне. Цей вид туризму охоплює широкий спектр об'єктів: від полів битв, місць геноциду та катастроф до в'язниць, кладовищ та місць, пов'язаних з містичними легендами. Темний туризм порушує важливі етичні питання щодо комерціалізації трагедії, поваги до жертв та належної поведінки під час відвідування таких місць.

## Термінологія та історія
Термін «темний туризм» (англ. dark tourism) був популяризований наприкінці 1990-х — на початку 2000-х років завдяки роботам професорів шотландських університетів Малкольма Фоулі та Джона Леннона. У своїй книзі «Dark Tourism: The Attraction of Death and Disaster» (2000) вони визначили його як відвідування місць, пов'язаних зі смертю, катастрофами та стражданнями.
Інший поширений термін — «танатотуризм» — походить від імені Танатоса, давньогрецького уособлення смерті. Цей термін був запропонований А. В. Сітоном у 1996 році та зосереджується на потязі людини до усвідомлення власної смертності через відвідування місць, де загинули інші. Хоча терміни часто використовуються як синоніми, деякі дослідники вважають «танатотуризм» більш вузьким поняттям, що стосується виключно місць смерті.
Подорожі до місць трагедій не є новим явищем. Люди відвідували поля битв, як-от Ватерлоо, ще в XIX столітті. Одним із перших організованих «темних» турів вважають поїздки до місця катастрофи дирижабля «Гінденбург» у 1937 році в Нью-Джерсі.

## Класифікація
Темний туризм можна класифікувати за характером об'єктів та мотивацією відвідувачів. Основні види:
- Туризм катастроф — подорожі до місць природних катаклізмів (наприклад, Помпеї, зруйновані виверженням Везувію) та техногенних катастроф (Чорнобильська зона відчуження, місце аварії на АЕС Фукусіма-1).[9]
- Туризм «смерті» та геноциду — відвідування місць, пов'язаних із масовими вбивствами, геноцидом, стратами та війнами. Прикладами є концентраційний табір Аушвіц у Польщі, Поля смерті в Камбоджі, меморіал геноциду в Руанді, місця Голокосту та Голодомору.[10][11]
- Некропольний туризм — відвідування відомих кладовищ та місць поховань. Туристичний інтерес становлять як могили відомих особистостей, так і мистецька цінність надгробків та мавзолеїв. Приклади: Пер-Лашез у Парижі, Личаківський цвинтар у Львові, некрополь Вестмінстерського абатства в Лондоні.[8]
- Містичний туризм — подорожі до місць, оповитих легендами, міфами та паранормальними явищами. Це можуть бути замки з привидами (Замок Дракули в Румунії), місця, пов'язані з чаклунством (Сейлем, США) або «місця сили».[7]

## Етичні питання та критика
Темний туризм є предметом гострих етичних дискусій. Головні питання стосуються комерціалізації людського горя та ризику перетворення місць пам'яті на розважальні атракціони. Критики вказують на неприйнятність певних видів поведінки, як-от створення недоречних селфі в місцях масової загибелі людей, що може образити пам'ять жертв та їхніх нащадків.
З іншого боку, прихильники темного туризму стверджують, що він має важливу освітню та меморіальну функцію. Відвідування таких місць допомагає зберегти історичну пам'ять, усвідомити масштаби трагедій та вшанувати жертв, запобігаючи повторенню подібних подій у майбутньому.
Для мінімізації негативних наслідків спільноти дослідників та практиків розробляють етичні кодекси для туристів. Основні принципи включають:
- Повага до місця та пам'яті жертв.
- Дотримання тиші та відповідного дрес-коду.
- Утримання від фотографування у невстановлених місцях та від створення недоречних фото.
- Освітня мета подорожі, а не лише розважальна.

## Темний туризм в Україні
Україна має значний потенціал для розвитку темного туризму завдяки своїй складній історії, що включає війни, революції, катастрофи та численні пам'ятки, оповиті легендами. За дослідженнями, в Україні налічується понад 100 об'єктів темного туризму, більшість з яких (близько 40 %) розташовані в західних областях. Переважають об'єкти містичного характеру (замки, фортеці, «місця сили») та некрополі.

### Чорнобильська зона відчуження
Чорнобильська зона відчуження є найвідомішим у світі об'єктом темного туризму в Україні. Після катастрофи 1986 року покинуті міста Прип'ять та Чорнобиль стали символом техногенної трагедії та приваблюють тисячі туристів щороку. Популярність напрямку значно зросла після виходу в 2019 році мінісеріалу «Чорнобиль» від HBO.
До повномасштабного вторгнення Росії туристичні оператори пропонували понад 20 різних маршрутів зоною відчуження, які включали відвідування Прип'яті, огляд саркофага над четвертим енергоблоком та покинутих сіл. Доступ до зони був тимчасово припинений через пандемію COVID-19, а згодом — через повномасштабне вторгнення Росії у 2022 році та тимчасову окупацію зони.

### Наслідки російського вторгнення 2022 року
Повномасштабне російське вторгнення створило нові численні локації темного туризму — місця воєнних злочинів, масових поховань та зруйнованих міст, такі як Буча, Ірпінь та інші. Ці місця стали символами стійкості українського народу та жорстокості агресора.
З'явилися перші ініціативи з організації турів до деокупованих міст, що викликало гостру суспільну та етичну дискусію. У серпні 2022 року Державне агентство розвитку туризму України засудило спроби організувати екскурсії до місць трагедій у Бучі та Ірпені, назвавши це неприпустимим. Ініціативу було скасовано, а компанія-організатор визнала помилку. Водночас, експерти вважають, що після перемоги України правильно організований темний туризм може стати інструментом для документування злочинів Росії та вшанування пам'яті загиблих, а також сприяти економічному відновленню постраждалих громад.

### Інші об'єкти в Україні
Серед інших відомих об'єктів темного туризму в Україні:
- Київ: Бабин Яр — місце масових розстрілів під час Другої світової війни та символ Голокосту; Національний музей «Меморіал жертв Голодомору»; Лиса гора — місце, пов'язане з язичницькими обрядами та містичними легендами.[7]
- Львів: Личаківський цвинтар — історико-культурний музей-заповідник; Тюрма на Лонцького — музей-меморіал жертв окупаційних режимів; підземелля Домініканського собору та костелу єзуїтів.[8][7]
- Замки та фортеці Західної України: Підгорецький замок, Олеський замок, Золочівський замок, Невицький замок, Луцький замок та Тараканівський форт, відомі своїми легендами про привидів та таємничими історіями.[7]
- Кам'яна Могила (Запорізька область) — стародавнє святилище та місце сили, що датується епохою палеоліту.[8]
- Одеські катакомби — одна з найбільших у світі систем підземних лабіринтів, що слугувала укриттям для партизанів під час Другої світової війни.[7]
- Вінниця: Національний музей-садиба М. І. Пирогова, де в церкві-некрополі зберігається набальзамоване тіло видатного хірурга Миколи Пирогова.[8]

## Галерея

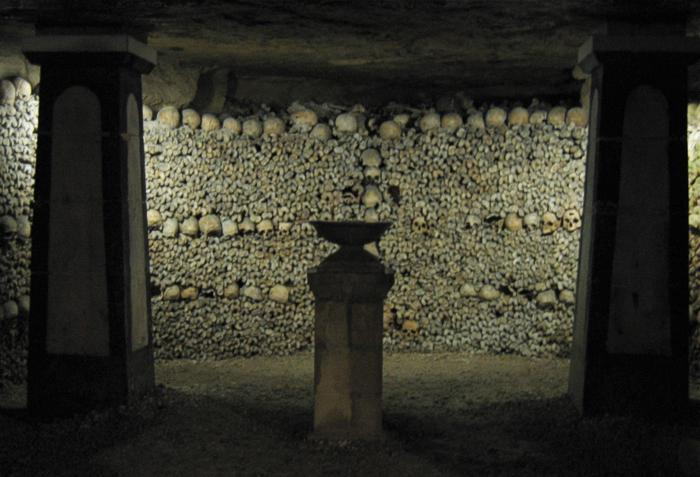
Одеські катакомби, Україна
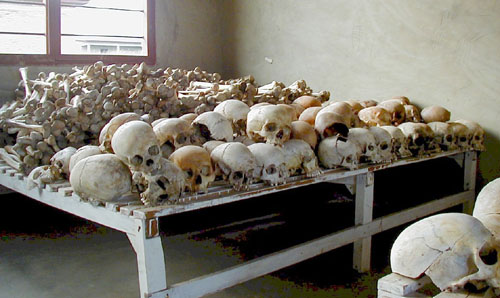
Черепи жертв геноциду в Мурамбі, Руанда
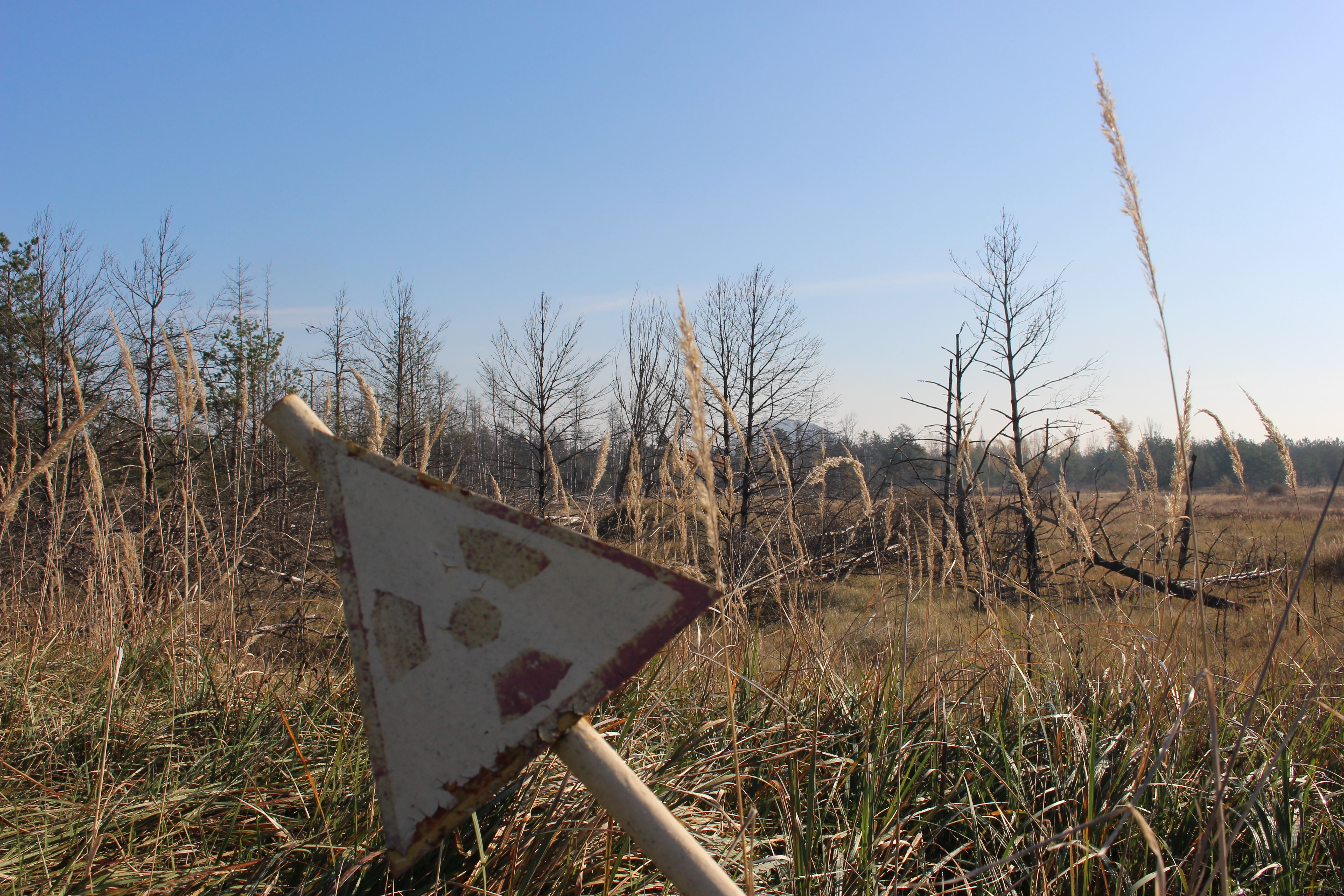
Знак радіаційної небезпеки в Чорнобильській зоні
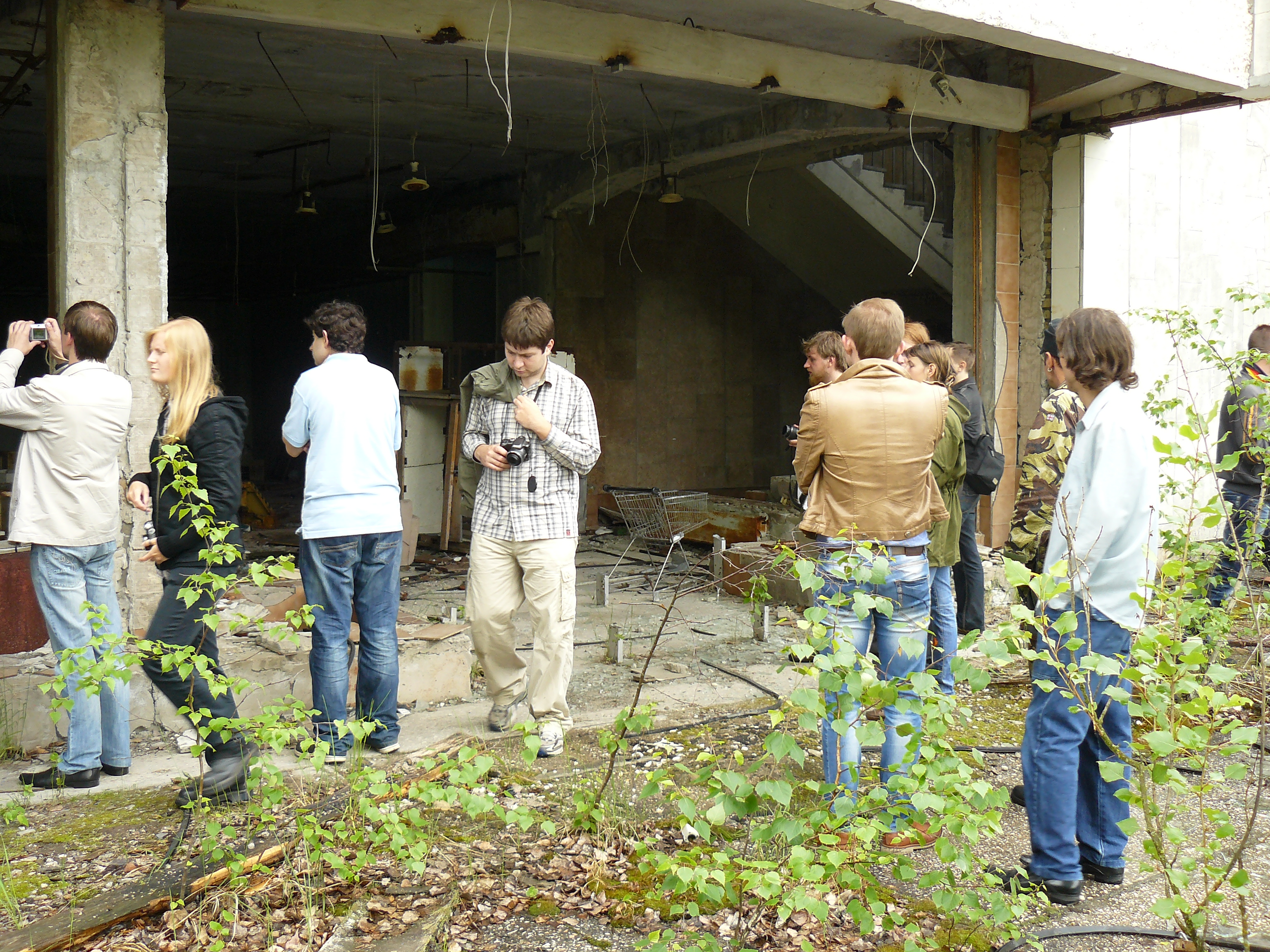
Покинута школа в Прип'яті
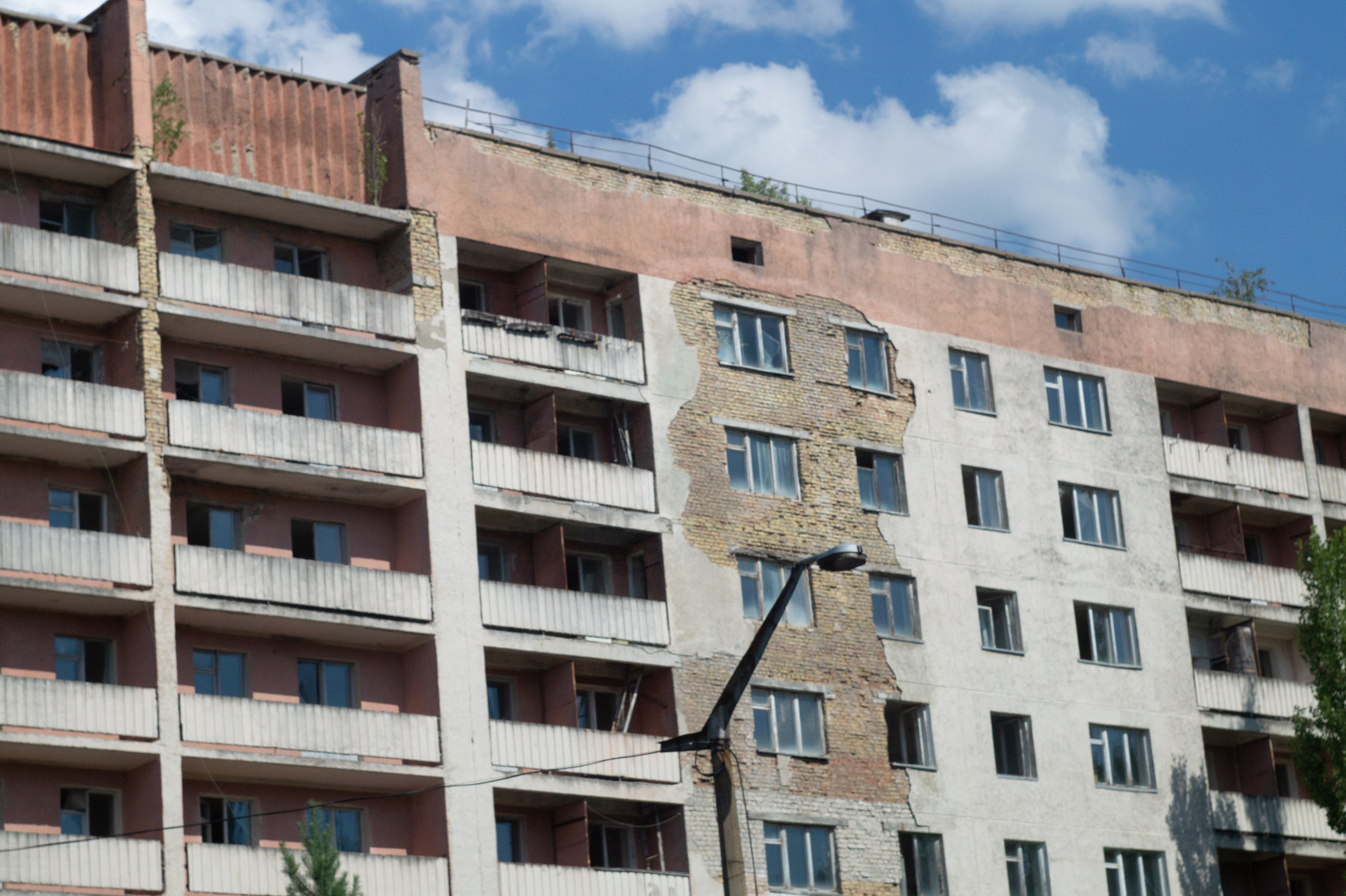
Покинутий житловий комплекс у Прип'яті, 2018
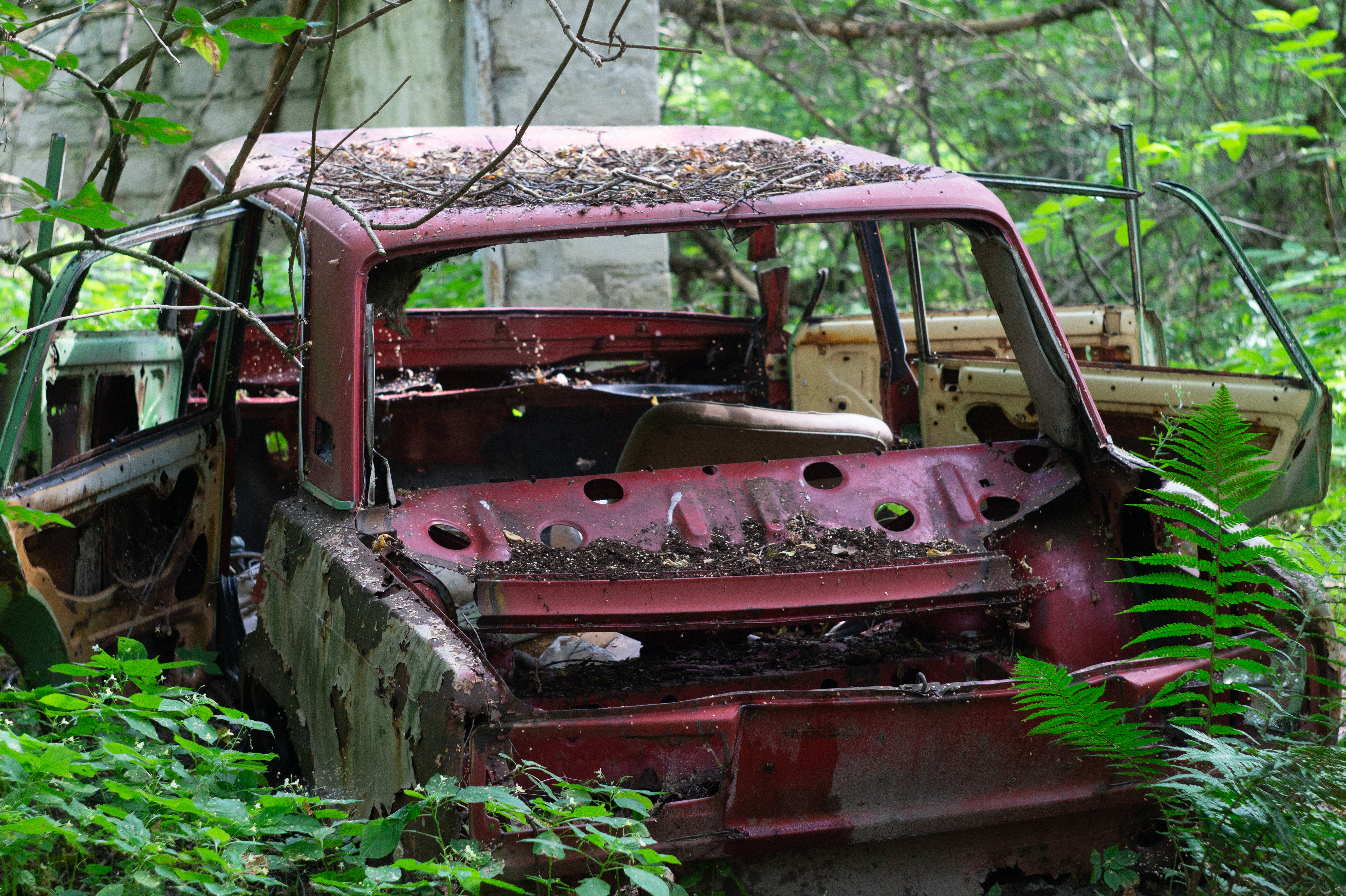
Покинутий автомобіль біля Чорнобиля, 2018
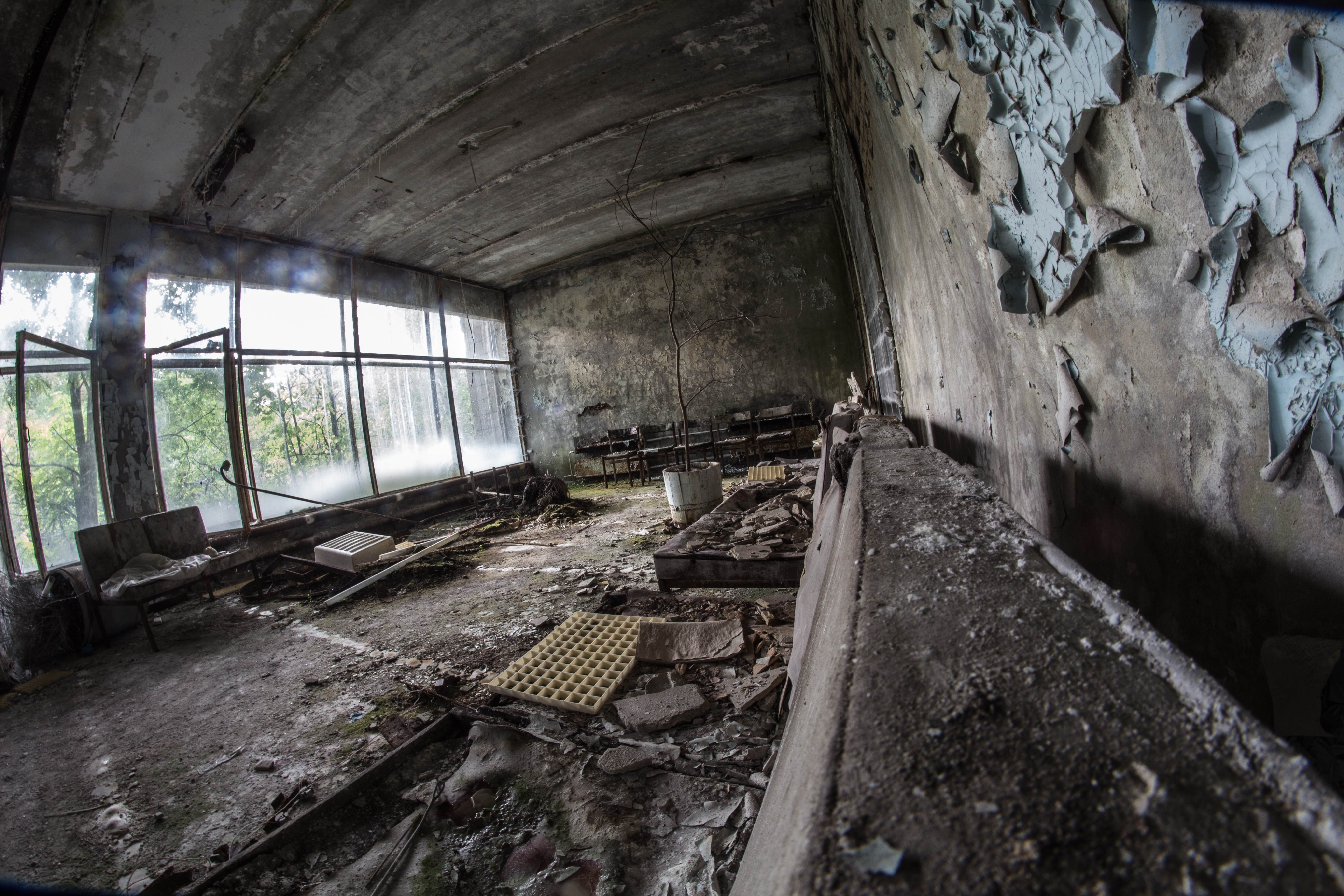
Покинуті атракціони в парку розваг Прип'яті